# Ichthyosaura alpestris
Ichthyosaura alpestris là một loài động vật lưỡng cư trong họ Salamandridae, thuộc bộ Caudata. Loài này không bị đe dọa tuyệt chủng.
Đây là loài bản địa lục địa Châu Âu và du nhập vào Vương quốc Anh và New Zealand. Con trưởng thành có kích thước 7–12 cm và thường có màu xám sẫm đến xanh lam ở lưng và hai bên, với bụng và cổ họng màu cam. Con đực có màu sắc dễ thấy hơn con cái có màu xám xịt, đặc biệt là trong mùa sinh sản.
Loài này xuất hiện ở độ cao cũng như ở vùng đất thấp. Chúng sinh sống chủ yếu trong các sinh cảnh rừng trong phần lớn thời gian trong năm, con trưởng thành di cư đến các vũng, ao, hồ hoặc các vùng nước tương tự để sinh sản. Những con đực chào đón những con cái với một màn trình diễn trước khi giao phối. Sau khi thụ tinh, cá cái thường đẻ trứng vào lá cây dưới nước. Ấu trùng dưới nước phát triển lên đến 5 cm trong khoảng ba tháng trước khi biến thái thành những con non trên cạn, trưởng thành thành con trưởng thành vào khoảng ba năm. Ở phạm vi phía nam, loài này đôi khi không chuyển qua quá trình biến thái mà vẫn giữ mang và ở dưới nước như những con trưởng thành biến hình. Ấu trùng và con trưởng thành chủ yếu ăn các động vật không xương sống đa dạng và bản thân chúng trở thành con mồi cho ấu trùng chuồn chuồn, bọ cánh cứng lớn, cá, rắn, chim hoặc động vật có vú.

## Phân loại học

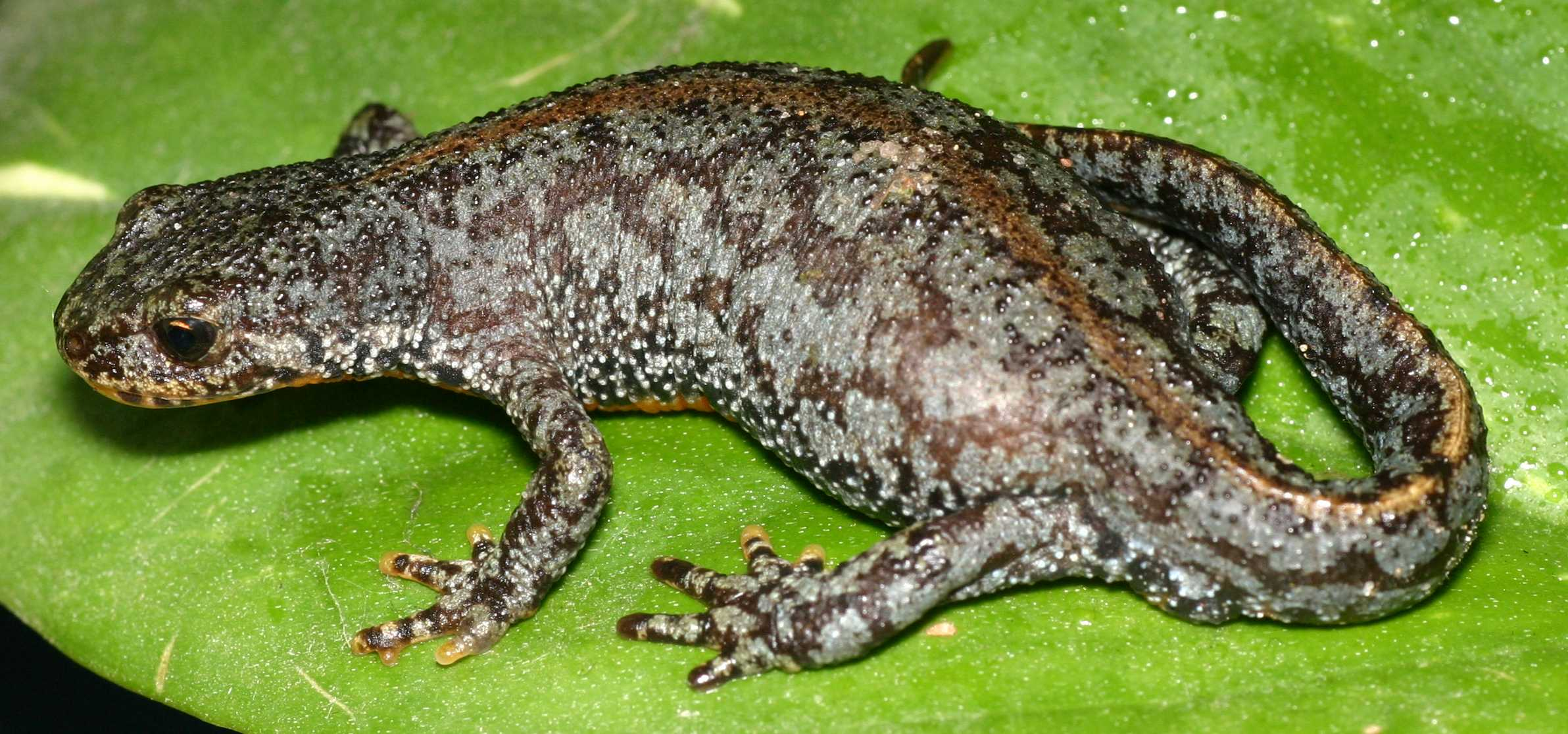
Female alpine newt

Loài này trước đây được xếp vào chi Triturus. García-París et al. đã chia chi Triturus, và xếp loài này vào chi đơn loài Mesotriton. Sau đó, Mesotriton được cho là tên đồng nghĩa của Ichthyosaura. Hiện có 10 phân loài của loài này được công nhận:
- I. a. alpestris (Laurenti, 1768) alpine newt
- I. a. apuanus (Gray, 1850) Italian alpine newt
- I. a. cyreni (Mertens & Muller, 1940) Spanish alpine newt
- I. a. inexpectatus (Dubois & Breuil, 1983) Calabrian alpine newt
- I. a. lacusnigri (Dely, 1960) Yugoslavian alpine newt
- I. a. montenegrinus (Radovanovic, 1951) Montenegran alpine newt
- I. a. piperianus (Radovanovic, 1961)
- I. a. reiseri (Schreiber, 1912) Bosnian alpine newt
- I. a. serdarus (Radovanovic, 1961)
- I. a. veluchiensis (Wolterstorff, 1935) Greek alpine newt

I. alpestris là loài duy nhất còn sinh tồn trong chi Ichthyosaura, ngoài ra còn 1 loài tuyệt chủng là I. randeckensis, cũng được xem là thuộc chi này.

## Hình ảnh

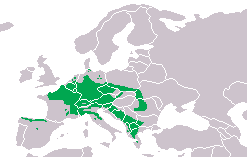
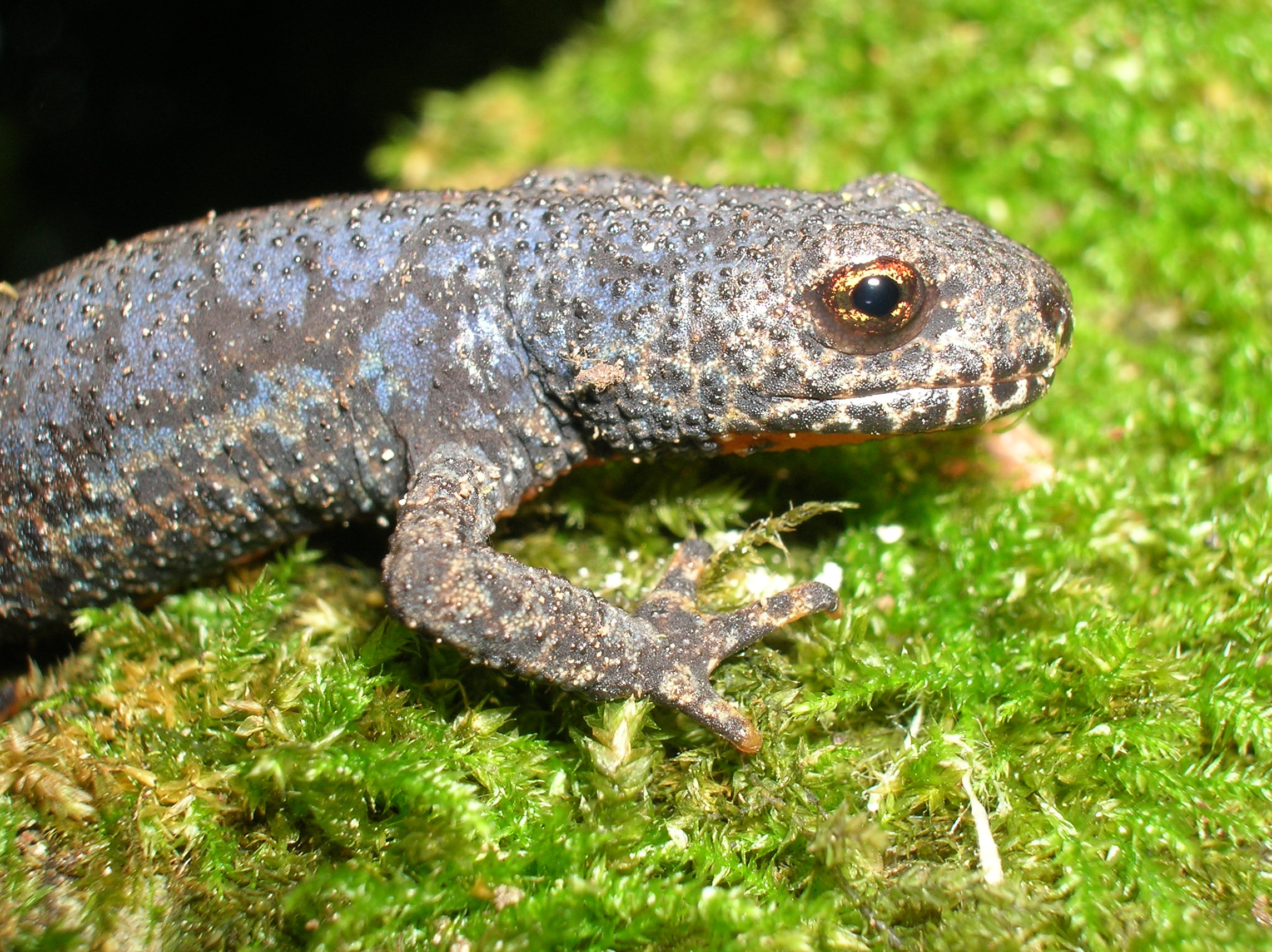
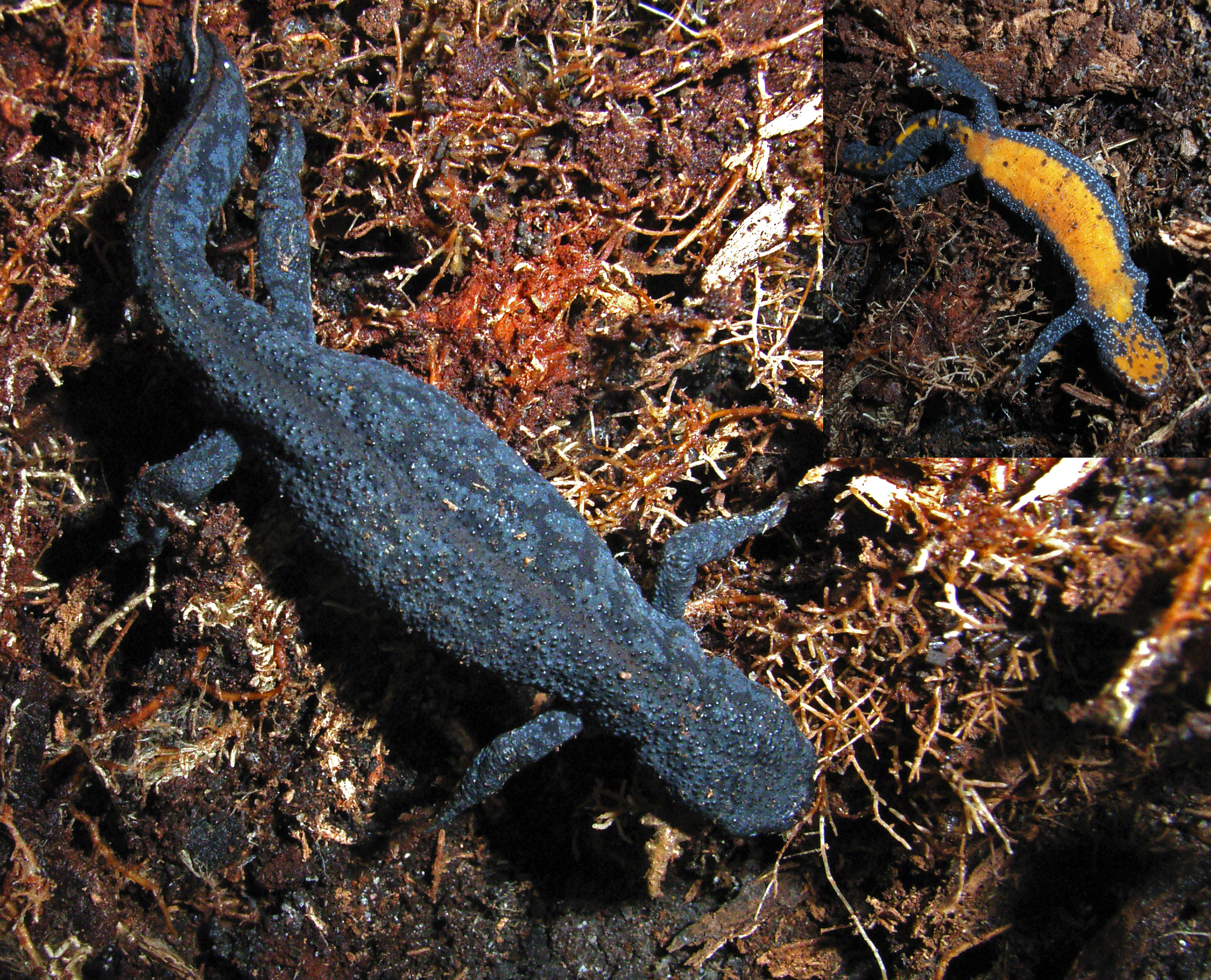
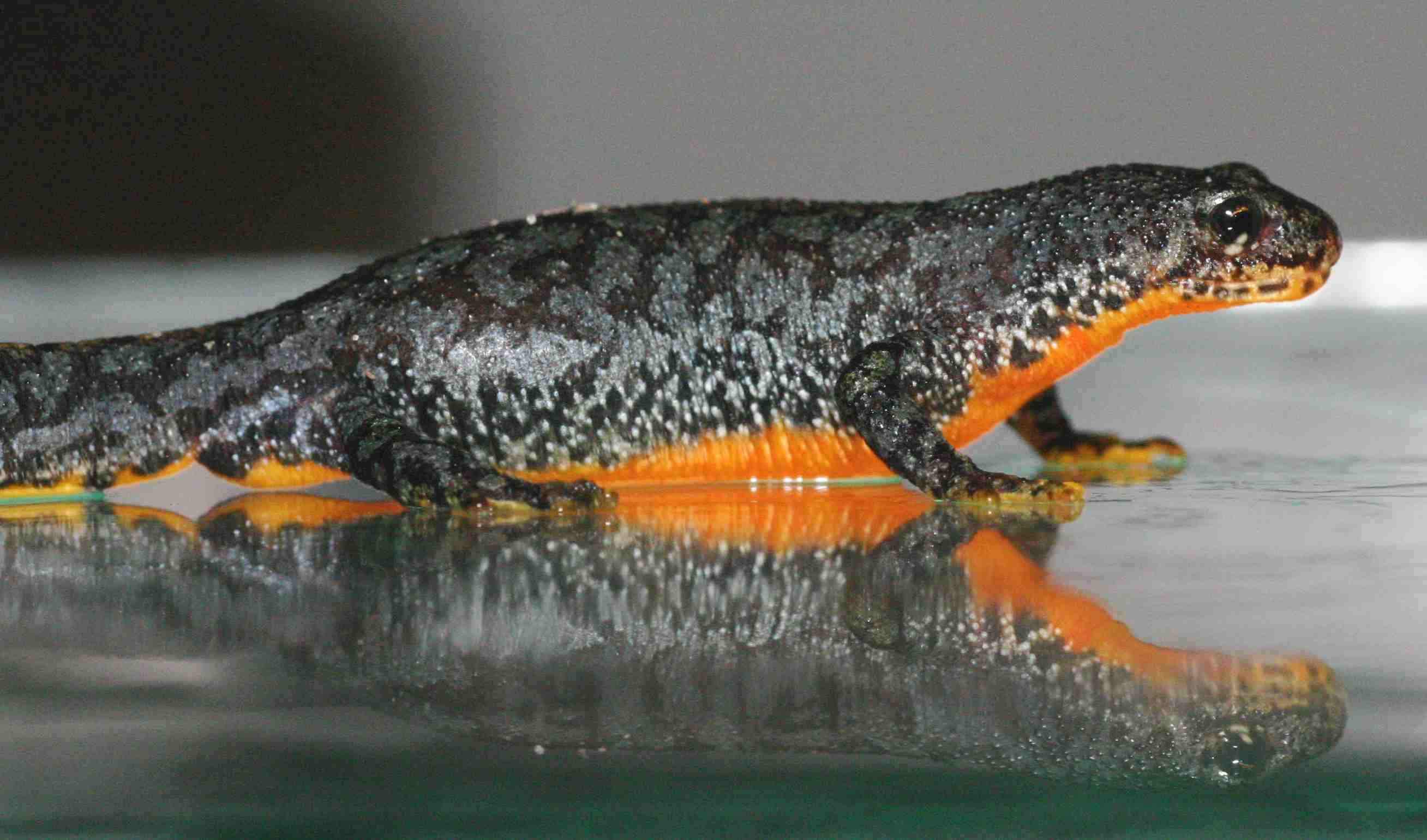